# Karel Kovařovic
Karel Kovařovic (9. prosince 1862 Praha – 6. prosince 1920 Praha-Podolí) byl český hudební skladatel.

## Život
Karel Kovařovic se narodil jako třetí syn v rodině Františka Pavla Kovařovice v Praze na Malé Straně. Otec (nar. 1805) byl gruntovníkem v Plánici u Klatov, a teprve na sklonku života se usadil v Praze. Karlovi bratři Tomáš a Alois se věnovali také hudbě, první hře na harfu, druhý hře na housle. . Rodina byla tradičně hudebně založená, a členové rodiny, spolu s okruhem známých, dokonce vytvořili malý orchestr.
Na Pražské konzervatoři hudby se věnoval hře na harfu (u V. A. Staňka), na klavír (u J. Jiránka), a později i na klarinet (u J. Pisařovice); konzervatoř ukončil v roce 1879. Kompozici studoval u Z. Fibicha (1878–82), zpěv u J. L. Lukese, a později u F. Pivody . V roce 1881 měl příležitost zahrát na klarinet při premiéře Smetanovy Libuše v Národním divadle. Do roku 1885 byl členem orchestru Prozatímního, resp. Národního divadla. V sezóně roce 1885/1886 byl kapelníkem u divadelní společnosti F. Pokorného, hrající v Národním divadle v Brně, a v sezóně 1886/1887 kapelníkem u společnosti J. Pištěka, působící tehdy v Městském divadle v Plzni. V roce 1895 byl O. Hostinským a F. A. Šubertem navržen za kapelníka 63členného symfonického orchestru Národopisné výstavy . V letech 1900 až 1920 byl šéfem opery pražského Národního divadla, a zároveň dramaturgem a dirigentem opery.
V letech 1890–1900 byl učitelem i ředitelem Pivodovy pěvecké školy, v sezóně 1894/1895 byl současně sbormistrem vinohradského Hlaholu.
Zemřel roku 1920 a pohřben byl v kaplové hrobce na Olšanských hřbitovech.

## Činnost

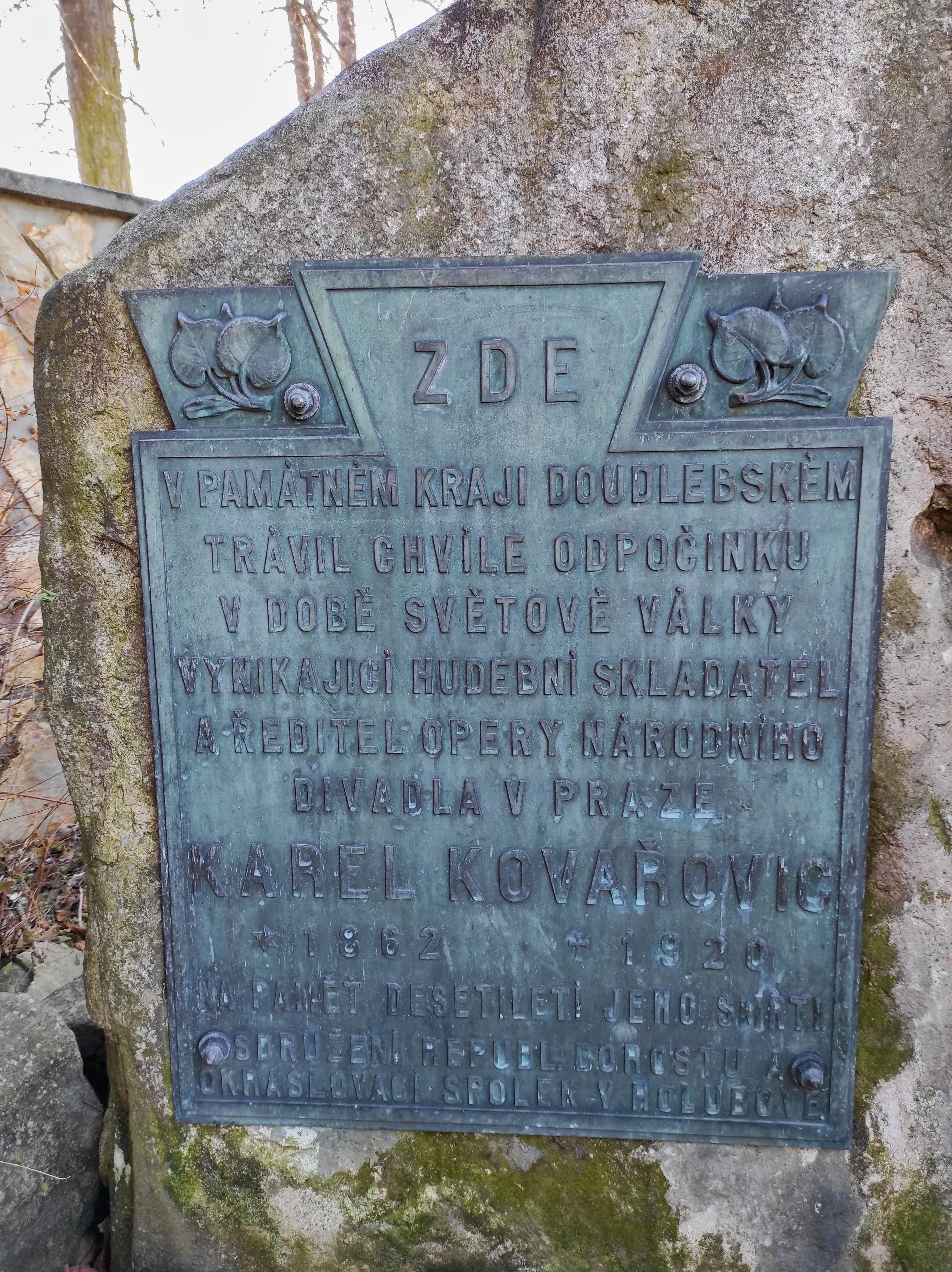
Památník na pobyt Karla Kovařovice v Holubově v době 1. světové války

Do svého nástupu do Národního divadla, v roce 1900, byl Kovařovic velmi činný jako skladatel, ovšem později se těžištěm jeho zájmu stala především dirigentská činnost. Během svého působení v oblasti uměleckého vedení ND často upravoval později prováděná díla. Úpravy se týkaly především instrumentace, či dramaturgických škrtů apod. Svými úpravami děl často přispěl ke kvalitnější životnosti díla, byť někdy proti vůli autora (viz pražské uvedení Janáčkovy Pastorkyně).
Z dnešního pohledu lze obecně říci, že co do věhlasu, Kovařovice (jako skladatele i dirigenta) zastínili jeho současníci a nástupci, jako např. Otakar Zich, Josef Bohuslav Foerster, Otakar Ostrčil, Václav Talich. Kovařovicův dirigentský význam je však poměrně velký, neboť byl prvním dirigentem, který dokázal pozvednout interpretační umění a operní kulturu ND na světovou úroveň, a tím, jako jeden z prvních, propagovat české umělecké hodnoty ve světě.

### Skladatelská činnost
Skladatelská činnost Kovařovicova je poměrně rozsáhlá, přesto nepatří mezi příliš známé autory. Složil několik desítek písní a skladeb pro sbory, drobných instrumentálních a klavírních prací, melodramů. Dále psal skladby komorní i symfonické, balety, výpravné hry, scénickou hudbu k činohrám a rovněž několik oper. Čeští skauti jej znají jako autora melodie skautské hymny.
Rukopisy všech Kovařovicových skladeb byly dlouhou dobu uchovávány v soukromém archivu, spravovaném jeho synem, JUDr. Josefem Kovařovicem. Tento archiv, ve vzorném stavu, byl v roce 1971 odkoupen Muzeem české hudby (MČH), které veškerou pozůstalost spravuje dodnes.

### Revize cizích děl
Kovařovic významným způsobem upravil mnoho tehdejších skladeb pro potřeby Národního divadla. Úpravami se zabýval s rozvahou, a většinou je dlouho a důsledně promýšlel. Některé skici a náčrtky různých úprav jsou v současné době uloženy, jako téměř všechny rukopisy Karla Kovařovice, v Českém muzeu hudby v Praze.
Korespondence úředního charakteru, z období Kovařovicova působení v ND (týkající se repertoáru, jednání se skladateli i zaměstnanci atd.), je dnes též uchovávána ve Státním ústředním archivu (SÚA). Významná je zejména korespondence Kovařovice s Leošem Janáčkem, která je uložená v Archivu Leoše Janáčka, a knižně vydaná A. Rektorysem v roce 1950, pod názvem Korespondence Karla Kovařovice a Leoše Janáčka a ředitelství Národního divadla.

## Skladby

### Orchestrální
- Předehra veseloherní (1880)

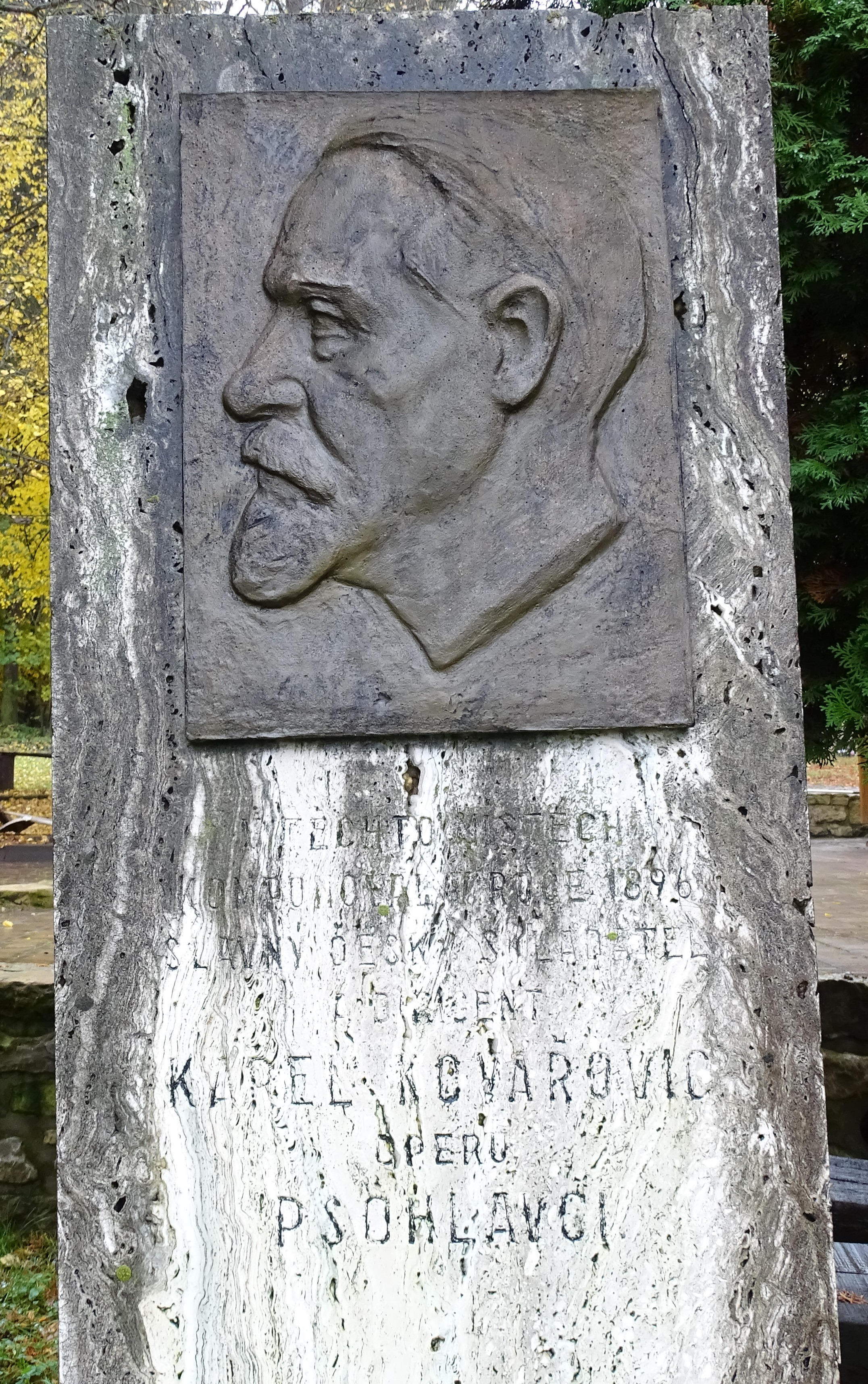
Přívrat u České Třebové. Místo, kde v roce 1896 Karel Kovařovic zkomponoval operu Psohlavci.

- Únos Persefony, symfonická báseň (1883)
- Koncert f moll pro klavír a orchestr, op. 6[8] (1887)
- Předehra dramatická (1892)
- Fantasie z opery Prodaná nevěsta od Bedřicha Smetany (1900)
- Deux suites de ballet
- Gavotta pro housle a smyčcový kvartet, op. 4
- Havířská polka ze hry Výlety páně Broučka (1894)
- Valčík pro komorní orchestr

### Skladby pro dechy
- Veseloherní předehra (1911)
- Vzpomínky (1914)
- Havířská polka

### Divadlo

#### Opery
| Rok       | Název                   | Jednání               | Premiéra                                    | Libreto                                                        |
| --------- | ----------------------- | --------------------- | ------------------------------------------- | -------------------------------------------------------------- |
| 1882–1883 | Ženichové               | 3 jednání             | 13. května 1884, Praha, Národní divadlo     | Antonín Koukl podle Simeona Karla Macháčka                     |
| 1885      | Cesta oknem, op. 4      | 1 jednání             | 11. února 1886, Praha (Národní divadlo)     | Emanuel František Züngel podle Eugèna Scriba a Gustava Lemoina |
| 1890–1891 | Noc Šimona a Judy       | 3 jednání             | 5. listopadu 1892, Praha (Národní divadlo)  | Karel Šípek podle Pedra Antonia de Alarcón                     |
| 1891      | Edip král (Oedipus rex) | 3aktová opera-parodie | 19. března 1894, Praha Žofín                | August Vojtěch Nevšímal podle Sofokla                          |
| 1895–1897 | Psohlavci               | 3 jednání, 6 obrazů   | 24. dubna 1898, Praha (Národní divadlo)     | Karel Šípek podle Aloise Jiráska                               |
| 1898–1901 | Na Starém bělidle       | 4 obrazy              | 22. listopadu 1901, Praha (Národní divadlo) | Karel Šípek podle Boženy Němcové                               |
| 1905      | Slib                    | Jen prolog            | 9. prosince 1921, Praha, Národní divadlo    | Karel Šípek podle Octava Feuilleta                             |

#### Balety
| Složeno | Název                      | Jednání             | Premiéra                                 | Libreto         | Scéna            |
| ------- | -------------------------- | ------------------- | ---------------------------------------- | --------------- | ---------------- |
| 1884    | Hašiš                      | 1 jednání, 2 obrazy | 19. června 1884, Praha (Národní divadlo) |                 | Václav Reisinger |
| 1889    | Pohádka o nalezeném štěstí | 3 jednání, 7 scén   | 8. dubna 1889, Praha (Národní divadlo)   | Augustin Berger |                  |
| 1889    | Královničky                |                     |                                          |                 |                  |
| 1889    | Sedm havranů               |                     |                                          |                 |                  |
| 1909    | Na záletech                | 10 obrazů           | 1909, Praha                              |                 | Achille Viscusi  |

#### Příležitostné skladby
- 1918 Loutkářův sirotek, melodrama – text: Svatopluk Čech "Ve stínu lípy"
- Zlatý kolovrat, melodrama – text: Karel Jaromír Erben

### Vokální hudba

#### Sborové skladby
- 1890 Královničky; staré obřadné tance moravské se zpěvy pro ženský sbor (SSAA) a klavír (nebo harmonium)

#### Písně
- 1880 Osmero písní pro soprán a klavír, op. 1
- 1885 Tři žertovné písně
- 1887 Jarní květy pro soprán a klavír, op. 7
- 1892–1893 Čtyři písně, op. 18
  1. Der Abendstern – text: August Heinrich Hoffmann von Fallersleben
  2. Gottes Nähe
  3. Frühlings Mahnung – text: August Heinrich Hoffmann von Fallersleben
  4. Im Arm der Liebe schlummre ein – text: Georg Scheurlin
- 1897–1898 Dvě písně pro soprán nebo tenor a klavír
- 1912 Junácká, skautská hymna
- 1915 Slovácká píseň pro vysoký hlas a klavír – text: Ema Destinnová
- 1919 Svítání pro hlas a orchestr – text: Vojtěch Martínek

### Komorní hudba
- Smyčcový kvartet č. 1 (1885)
- Smyčcový kvartet č. 2 (1887)
- Smyčcový kvartet č. 3 (1889)
- Romance pro housle a klavír, op. 2

### Skladby pro klavír
- 1885 Co ti to napadá, polka
- 1910 Deux valses,
- 1910 Polka
- 1910 Deux mazurkas
- Čtverylka
- Národní tance
  1. Pasačka
  2. Starodávný
  3. Holuběnka
- Naše vlast, fantasie